# Vụ đánh bom khách sạn Marriott, Islamabad
Vụ đánh bom khách sạn Marriott tại Islamabad xảy ra ngày 20 tháng 9 2008. Vụ nổ đã phá sập một phần của khách sạn Marriott ở thủ đô Pakistan, giết chết ít nhất 54 người, kể cả đại sứ Séc, hai công dân Hoa Kỳ và một công dân Việt Nam, và làm bị thương 266 người khác. Theo như giới chức trách, số thương vong chắc chắn sẽ còn lên cao hơn ở nơi từng được bảo vệ cẩn mật này.
Ahmad Latif, một viên chức cao cấp cảnh sát Pakistan, cho biết rằng đây là một trong những vụ tấn công lớn nhất của khủng bố trong lịch sử Pakistan.

## Khách sạn Marriott
Khách sạn Marriott là địa điểm khách ngoại quốc và giới thượng lưu thường tới ở hay sinh hoạt hội hè ở Islamabad mặc dù đã mấy lần bị khủng bố tấn công.
Một nhân viên canh gác tại chỗ, Mohammad Nasir, và một số nhân chứng khác cho hay họ nhìn thấy một chiếc xe vận tải lớn hướng tới phía cổng trước khi nổ tung.

## Chi tiết về vụ nổ
Chiếc xe bom đã phát nổ khoảng 8 giờ tối ngày thứ Bảy 19 tháng 9, nơi các nhà hàng bên trong đã đầy thực khách, kể cả những người Hồi giáo chấm dứt thời gian nhịn ăn trong ngày vào dịp lễ Ramadan để chuẩn bị dùng bữa tối.
Nhân viên cấp cứu đã kéo các xác nạn nhân ra khỏi tòa nhà cháy đen của khách sạn hôm Chủ Nhật 21 tháng 9, với tổng số người thiệt mạng đã lên đến 54 người.
Khách sạn năm tầng này đã bốc khói sau trận hỏa hoạn kéo dài nhiều tiếng đồng hồ tiếp theo vụ nổ hôm 20 tháng 9.
Vụ nổ xe bom tự sát này được coi là một trong những cuộc khủng bố lớn nhất ở Pakistan từ trước đến nay.
Đã không có nhóm nào lên tiếng nhận trách nhiệm dù rằng người ta tình nghi là al-Qaeda và Pakistan Taliban có nhúng tay. InteCenter, một nhóm ở Hoa Kỳ chuyên theo dõi và phân tích các tin tức về phiến quân, cho hay trong cuốn phim kỷ niệm cuộc tấn công ngày 11 tháng 9 năm 2008, al-Qaeda đã đe dọa mở các cuộc tấn công nhắm vào những nơi có liên quan đến Tây Phương ở Pakistan, nơi nhiều người giận dữ về một loạt các cuộc tấn công nhắm vào các căn cứ của phiến quân ở vùng biên giới với Afghanistan.

## Phản ứng của Pakistan
Chủ khách sạn cáo buộc lực lượng an ninh đã lơ là để xảy ra việc một xe chở rác có thể đến ngay cửa khách sạn mà không bị chặn lại và đã không bắn người tài xế trước khi ông ta cho nổ quả bom.
"Nếu tôi ở đó và nhìn thấy tên khủng bố tự sát, tôi đã giết hắn ta. Đáng tiếc là họ không làm điều này," theo lời Sadruddin Hashwani.
Chính quyền Pakistan đã cho phổ biến một đoạn phim lấy từ máy thu hình an ninh ở khách sạn, cho thấy chiếc xe lớn tăng tốc độ khi quẹo trái ở cổng, húc đổ một hàng rào cản bằng sắt và ngừng lại chỉ cách khách sạn chừng 18 thước.
Thủ tướng Yousuf Raza Gilani cho hay tên khủng bố tấn công khách sạn sau khi sự canh phòng cẩn mật của lực lượng an ninh không cho y đến được nghị viện hay văn phòng thủ tướng, nơi tổng thống và nhiều quan khách đang tham dự dạ tiệc.

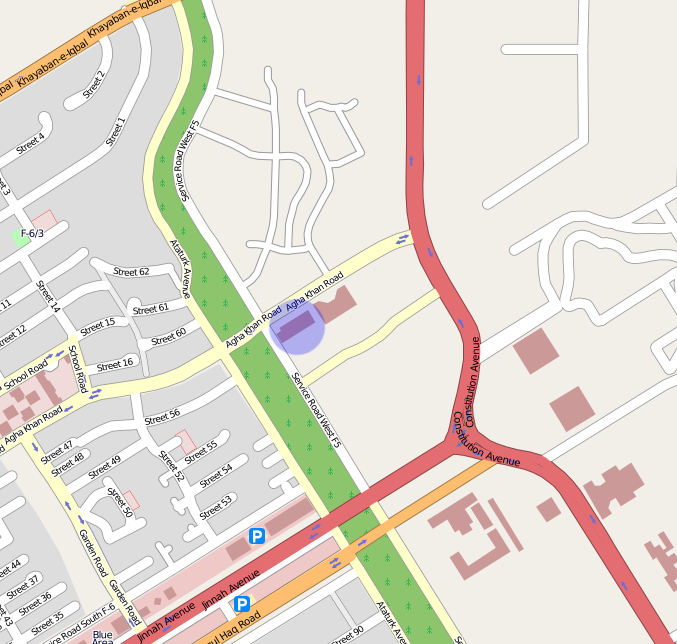
Bản đồ vị trí của khách sạn và môi trường xung quanh với khách sạn được tô màu tím

"Mục tiêu của cuộc tấn công là tạo sự bất ổn trong nền dân chủ," ông Gilani nói. "Chúng muốn phá hoại chúng ta qua về mặt kinh tế."
Các toán cấp cứu đã đi lục soát từng căn phòng cháy đen hôm Chủ Nhật 21 tháng 9 nhưng nhiệt độ vẫn còn nóng và lửa vẫn còn cháy ở một số nơi. Giới chức trách lo ngại rằng tòa nhà chính sẽ sụp đổ.
Bộ trưởng Nội vụ Rehman Malik cho hay xe bom này chứa khoảng 589 ký lô chất nổ quân sự cũng như các quả đạn đại bác và súng cối, để lại một hố rộng 18 mét, sâu khoảng hơn 7 thước ngay trước cửa tòa nhà chính.
Thủ tướng Gilani nói số người thiệt mạng đã vào khoảng 54 người, trong số này có cả đại sứ Cộng Hòa Tiệp ở Pakistan, ông Ivo Zdarek. Ông Zdarek, 47 tuổi, chỉ mới đến nhận nhiệm sở ở Islamabad hồi tháng 8 sau khi làm đại sứ ở Việt Nam trong bốn năm.
Bộ trưởng Malik nói rằng có hai người quốc tịch Hoa Kỳ đã được xác nhận là thiệt mạng, cùng với một người quốc tịch Việt Nam.
Từ khi tuyên bố là một đồng minh của Hoa Kỳ trong cuộc chiến chống khủng bố, Pakistan đã phải đối đầu với một loạt các vụ tấn công, phá hoại của phiến quân tiếp theo sau cuộc hành quân của quân đội chính phủ vào khu vực biên giới, nơi sinh sống của bộ tộc và cũng là nơi ẩn náu của thành phần Taliban và al-Qaeda, mặc dù thủ đô Islamabad được coi là tương đối yên tĩnh.

## Nạn nhân
| Quốc gia                                | Tử vong | Bị thương |
| --------------------------------------- | ------- | --------- |
| Pakistan                                | 46      | 245       |
| Hoa Kỳ                                  | 3       | 1         |
| Đan Mạch                                | 1       | 3         |
| Cộng hòa Séc                            | 1       |           |
| Việt Nam                                | 1       |           |
| Đức                                     | 1       | 7         |
| Ai Cập                                  | 1       |           |
| Vương quốc Liên hiệp Anh và Bắc Ireland |         | 4         |
| Ả Rập Xê Út                             |         | 1         |
| Morocco                                 |         | 1         |
| Philippines                             |         | 1         |
| Liban                                   |         | 1         |
| Afghanistan                             |         | 1         |
| Libya                                   |         | 1         |
| Tổng số người chết                      | 54      | 266       |

## Phản ứng thế giới
Vụ khủng bố đã bị cả thế giới lên án, kể cả Hoa Kỳ, vốn đang áp lực Pakistan phải có thêm nỗ lực để tiêu diệt những nơi trú ẩn của phiến quân dọc theo biên giới với Afghanistan. Washington lo ngại rằng Taliban và al-Qaeda đang sử dụng Pakistan là nơi tuyển mộ, huấn luyện và trang bị rồi sau đó gửi sang chiến đấu tại Afghanistan.
Chuyên gia về khủng bố, Evan Kohlmann, cho báo chí biết cuộc tấn công vừa qua có thể nói hầu như chắc chắn là do al-Qaeda hay Pakistani Taliban thực hiện. Vụ nổ cũng khiến cho nhiều cơ quan quốc tế và giới ngoại giao xét lại việc di tản gia đinh thân nhân và những nhân viên không cần thiết ra khỏi Pakistan.